# Bartolomeo Veneto
Bartolomeo Veneto o Bartolomeo Veneziano (... – 1555) è stato un pittore italiano.

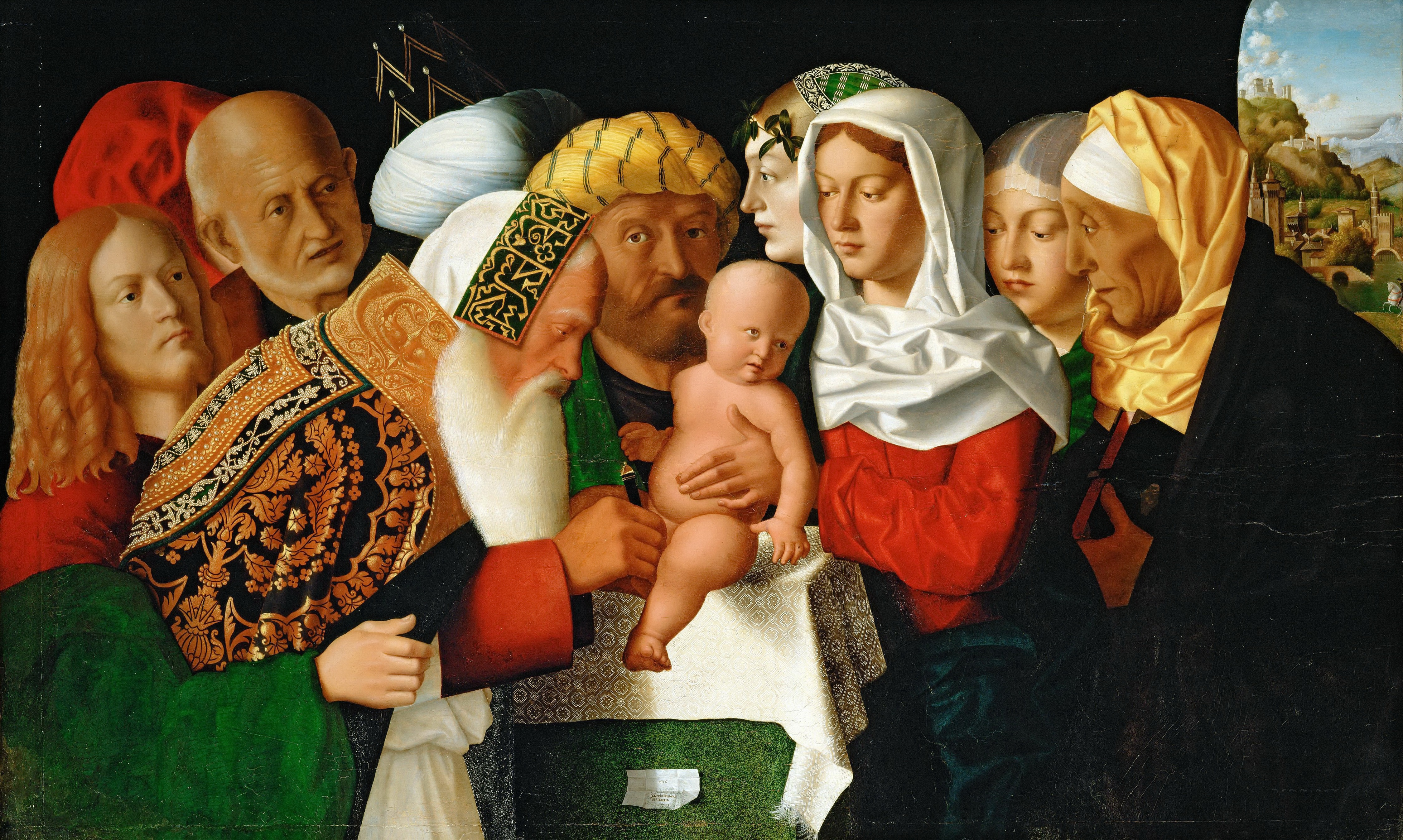
Circoncisione di Gesù, 1506, Museo del Louvre

Le sue opere sono caratterizzate da tinte vivaci e da un sottile linearismo, con echi dei principali maestri attivi nel nord-Italia a quel tempo.

## Biografia

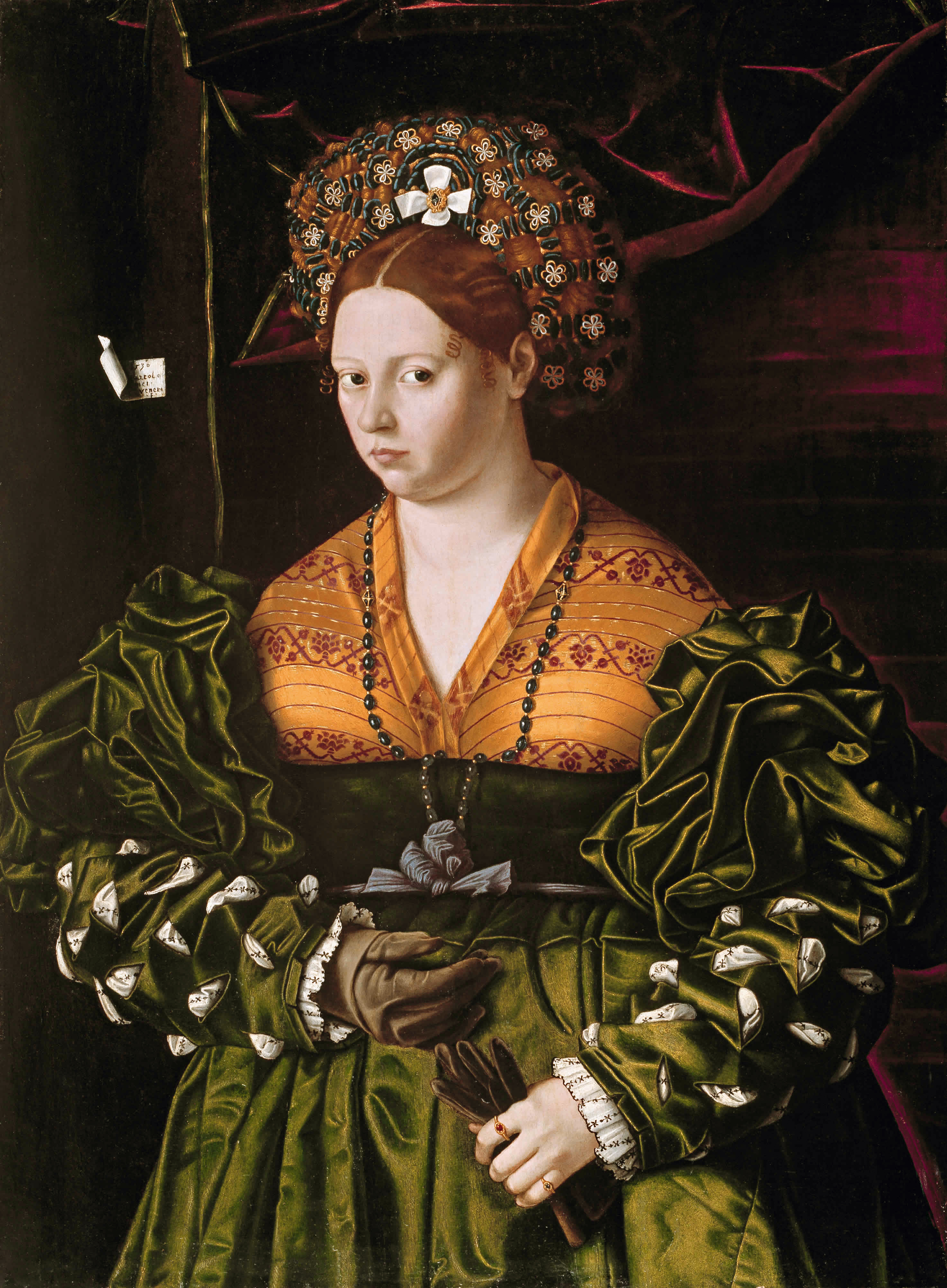
Ritratto di gentildonna, 1530, Timken Museum of Art, San Diego

Pittore del rinascimento, studiò presso Gentile Bellini ed altri maestri italiani. Lavorò presso la corte d'Este a Ferrara per la decorazione di alcune stanze di Lucrezia Borgia e poi a Milano dove subì l'influenza di Leonardo da Vinci e si specializzò in ritratti.
Si hanno sue notizie tra il 1502 e il 1531. Da ricerche documentarie pare che il suo cognome fosse Bianchi, e che avesse soggiornato a lungo a Torino, il che spiegherebbe bene la sua conoscenza della pittura d'oltralpe. Il primo dato sicuro su di lui è la firma che compare, con la data 9-IV-1502 (Bartolamio mezo venizian e mezo cremonexe) in una Madonna (Venezia, già collezione Donà delle Rose).
Nelle prime opere, caratterizzate da una certa durezza del disegno e da vivaci scambi cromatici, appare evidente l'influenza di Giovanni Bellini e di Cima da Conegliano. In seguito, grazie alla esperienza lombarda la sua pittura si impreziosisce di una vibrante intensità di colore. Nell'ultima parte della carriera, il pittore acquisisce una fermezza di disegno, una nuova vivacità di tinte ed una originale espressività, frutto dell'influenza della scuola tedesca e di Dürer in particolar modo.

## Opere

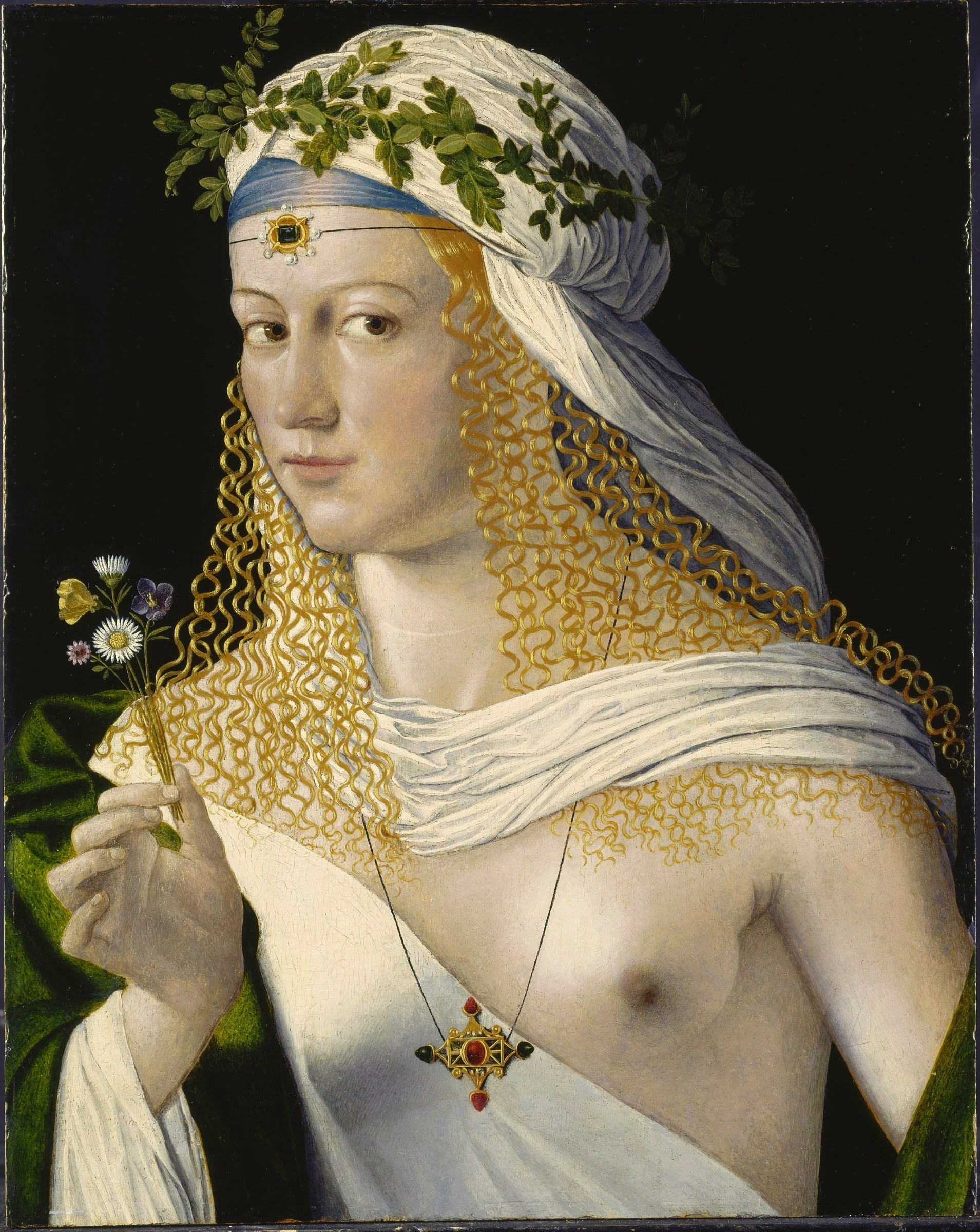
Flora, Städelsches Kunstinstitut, Francoforte

- Madonna, 1502, Venezia, già collezione Donà delle Rose
- Madonna della Ca'd'Oro, 1505, Bergamo, Accademia Carrara
- Madonna di Bergamo, 1505, Bergamo, Accademia Carrara
- Ritratto di Beatrice d'Este II, 1510, Ferrara
- Ritratto di gentiluomo col labirinto, 1510, Cambridge, Fitzwilliam Museum
- Ritratto di giovane dama, 1500-1510, Londra, National Gallery
- Ritratto di gentiluomo, 1512, Roma, Palazzo Barberini
- Ritratto di gentildonna, 1530, San Diego, Timken Museum of Art
- Salomè, 1510-1520, Dresda, Gemäldegalerie
- Santa Caterina, 1510-1520, Glasgow, Kelvingrove Art Gallery and Museum
- Flora, 1510-1520, Francoforte, Städelsches Kunstinstitut
- Ritratto di Lucrezia Borgia, 1510-1520, Nîmes, Musée des Beaux-Arts
- Dama con liuto, 1520, Milano, Pinacoteca di Brera
- Ritratto di gentildonna, 1520 ca., Ottawa, National Gallery of Canada
- Ritratto di signora, 1520, Houston, Museum of Fine Arts
- Ritratto di Lodovico Martinengo, 1530 (o 1546), Londra, National Gallery